# Ребеджинг
Ребеджинг, або «бейдж-інжиніринг» — це заміна однієї торгової марки автомобіля на іншу. Через високу вартість проєктування і розробки абсолютно нової моделі, або створення нового бренду (на приймання якого може піти багато років), часто набагато більш рентабельно кілька разів провести ребеджинг продукту.
Термін «ребеджинг» походить від поняття «товарний знак», бедж — це емблема, яка кріпиться всередині або зовні автомобіля. Спочатку ребеджинг мав на увазі лише відмінності в значках, використовуваних для позначення певної марки автомобіля. Зараз ці відмінності частіше стосуються дизайну автомобіля (передніх і задніх фар, а також передніх і задніх панелей), рідше — двигуна і трансмісії.
Ребеджінг став звичайним явищем, але не слід плутати це поняття зі стратегією «автомобільна платформа», яка застосовується для виробництва нової моделі певної марки автомобіля одного і того ж виробника, наприклад використання єдиної платформи для виробництва і продажу седана і спортивного автомобіля, в той час, як у понятті «ребеджинг» головним чином йдеться про продаж одного транспортного засобу. Наприклад, відома модель Daewoo Nexia у 2015 році замінена на нову модель Ravon Nexia